# Governo Suárez I
Il Governo Suárez I (noto anche in Spagna come Secondo Governo Pre-Costituzionale) fu l’esecutivo in carica nel paese iberico dal 5 luglio 1976 al 4 luglio 1977. Fu il secondo governo della Transizione spagnola.

## Storia
Dopo le forzate dimissioni del governo Navarro III, Re Juan Carlos I di Borbone chiese al Consiglio del Regno, come prevedeva la procedura, tre nomi tra cui scegliere il nuovo capo del Governo. I tre candidati furono: Federico Silva Muñoz, con 15 voti, Gregorio López-Bravo, con 13 voti, e Adolfo Suárez, con 12 voti. Era stato il presidente Fernández-Miranda a "muovere le fila" in modo che nella lista obbligatoria dei candidati vi fosse Suárez, così come lui e il monarca volevano.
Il Re così chiamò a presiedere il nuovo governo l'allora ministro-Segretario generale del  Movimiento Adolfo Suárez.
Molti dei nuovi ministri appartenevano già ad associazioni politiche protette dalla nuova legge emanata all'inizio della Transizione spagnola. In questo periodo fu emanata un'amnistia per i reati politici, fu riconosciuto il diritto di sciopero, nell'aprile 1977 fu sciolto il Movimiento Nacional e in giugno si tennero le prime elezioni democratiche in Spagna, vinte dall'UCD, il partito fondato dal premier. Il 13 luglio 1977 gli succedette il Governo Suárez II.

## Composizione
Questa la composizione dell'esecutivo:
     Movimiento Nacional (MN)
(fino al 3 maggio 1977)
     Unione di Centro Democratico (UCD)
(dal 3 maggio 1977)
     Indipendenti affiliati all’Unione di Centro Democratico (UCD)
     Indipendenti
| Carica                                                 | Titolare                                         | Titolare | Titolare                                                                      | Partito      |
| ------------------------------------------------------ | ------------------------------------------------ | -------- | ----------------------------------------------------------------------------- | ------------ |
| Presidente del Governo                                 |                                                  |          | Adolfo Suárez González                                                        | MN           |
| Presidente del Governo                                 | UCD                                              |          | Adolfo Suárez González                                                        |              |
| Primo Vicepresidente Difesa                            |                                                  |          | Ten. gen. Fernando de Santiago y Díaz de Mendívil (fino al 23 settembre 1976) | MN           |
| Primo Vicepresidente Difesa                            |                                                  |          | Ten. gen. Manuel Gutiérrez Mellado (dal 23 settembre 1976)                    | Indipendente |
| Primo Vicepresidente Difesa                            | UCD                                              |          | Ten. gen. Manuel Gutiérrez Mellado (dal 23 settembre 1976)                    |              |
| Secondo Vicepresidente Interni e Presidenza            |                                                  |          | Alfonso Osorio García                                                         | MN           |
| Secondo Vicepresidente Interni e Presidenza            | UCD                                              |          | Alfonso Osorio García                                                         |              |
| Economia e Finanze                                     |                                                  |          | Eduardo Carriles Galarraga                                                    | Indipendente |
| Affari esteri                                          |                                                  |          | Marcelino Oreja Aguirre                                                       | MN           |
| Affari esteri                                          | UCD                                              |          | Marcelino Oreja Aguirre                                                       |              |
| Giustizia                                              |                                                  |          | Landelino Lavilla Alsina                                                      | Indipendente |
| Giustizia                                              | UCD                                              |          | Landelino Lavilla Alsina                                                      |              |
| Esercito                                               |                                                  |          | Ten. gen. Félix Álvarez-Arenas Pacheco                                        | Indipendente |
| Aviazione                                              |                                                  |          | Ten. gen. Carlos Franco Iribarnegaray                                         | Indipendente |
| Marina                                                 |                                                  |          | Amm. Gabriel Pita da Veiga y Sanz (fino all’11 aprile 1977)                   | Indipendente |
| Marina                                                 | Amm. Pascual Pery Junquera (dall’11 aprile 1977) |          |                                                                               | Indipendente |
| Opere Pubbliche                                        |                                                  |          | Leopoldo Ramón Pedro Calvo-Sotelo Bustelo (fino all’11 aprile 1977)           | Indipendente |
| Opere Pubbliche                                        |                                                  |          | Luis Ortiz González (dall’11 aprile 1977)                                     | Indipendente |
| Opere Pubbliche                                        | UCD                                              |          | Luis Ortiz González (dall’11 aprile 1977)                                     |              |
| Pubblica amministrazione                               |                                                  |          | Rodolfo Martín Villa                                                          | MN           |
| Pubblica amministrazione                               | UCD                                              |          | Rodolfo Martín Villa                                                          |              |
| Industria                                              |                                                  |          | Carlos Pérez de Bricio y Olariaga                                             | Indipendente |
| Commercio                                              |                                                  |          | José Lladó Fernández-Urrutia                                                  | Indipendente |
| Commercio                                              | UCD                                              |          | José Lladó Fernández-Urrutia                                                  |              |
| Agricoltura                                            |                                                  |          | Fernando Abril Martorell                                                      | Indipendente |
| Agricoltura                                            | UCD                                              |          | Fernando Abril Martorell                                                      |              |
| Edilizia Popolare                                      |                                                  |          | Francisco Lozano Vicente                                                      | Indipendente |
| Lavoro                                                 |                                                  |          | Álvaro Rengifo Calderón                                                       | Indipendente |
| Istruzione e Scienza                                   |                                                  |          | Aurelio Menéndez Menéndez                                                     | Indipendente |
| Istruzione e Scienza                                   | UCD                                              |          | Aurelio Menéndez Menéndez                                                     |              |
| Comunicazioni e Turismo                                |                                                  |          | Andrés Reguera Guajardo                                                       | Indipendente |
| Relazioni sindacali (Ministro senza portafoglio)       |                                                  |          | Enrique de la Mata Gorostizaga                                                | Indipendente |
| Relazioni sindacali (Ministro senza portafoglio)       | Indipendente                                     |          | Enrique de la Mata Gorostizaga                                                |              |
| Ministro-segretario generale del Movimento (soppresso) |                                                  |          | Ignacio García López                                                          | MN           |
| Ministro-segretario generale del Governo (istituito)   |                                                  |          | Ignacio García López                                                          | MN           |
|                                                        | UCD                                              |          | Ignacio García López                                                          |              |